# Нагірнівка
Нагі́рнівка — село в Україні, у Ворожбянській міській громаді Сумського району Сумської області. Населення становить 35 осіб. Колишній орган місцевого самоврядування — Шкуратівська сільська рада.

## Географія
Село Нагірнівка розташоване біля витоків річки без назви, яка за 8 км впадає у річку Вир. Нижче за течією примикає село Цимбалівка.
На річці декілька загат.
Поруч пролягає автомобільний шлях Т 1917.

## Населення

### Мова
Розподіл населення за рідною мовою за даними перепису 2001 року:
| Мова       | Кількість | Відсоток |
| ---------- | --------- | -------- |
| українська | 35        | 100%     |

## Історія
Село постраждало внаслідок геноциду українського народу, проведеного урядом СССР 1923—1933 та 1946–1947 роках.
- 12 червня 2020 року, відповідно до розпорядження Кабінету Міністрів України № 723-р «Про визначення адміністративних центрів та затвердження територій територіальних громад Сумської області», село увійшло до складу Ворожбянської міської громади[2].
- 19 липня 2020 року, в результаті адміністративно-територіальної реформи та ліквідації Білопільського району, село увійшло до складу новоутвореного Сумського району[3].